# Badminton-Bundesliga 2004/05
Die Badminton-Bundesliga-Saison 2004/2005 bestand aus einer Vorrunde im Modus „Jeder-gegen-jeden“ mit Hin- und Rückspiel und einer Play-Off- bzw. Play-down-Runde. In der Play-off-Runde traten der 1. und der 4. sowie der 2. und der 3. in einem Hin- und Rückspiel gegeneinander an. Die Sieger der beiden Partien ermittelten den Deutschen Meister, ebenfalls in einem Hin- und Rückspiel. Meister wurde der 1. BC Beuel sehr knapp vor EBT Berlin. Absteigen musste der VfL 93 Hamburg, der aus den Play-downs als Verlierer hervorging.

## Teams
1. BC Beuel

Marc Hannes, Marc Zwiebler, Ian Maywald, Anthony Clark, Xie Yangchun, Petra Overzier, Birgit Overzier
SG EBT Berlin

Xuan Chuan, Robert Blair, Conrad Hückstädt, Kasperi Salo, Christian Haustveit, Tim Dettmann, Fabian Zilm, Nicole Grether, Joanne Wright
FC Langenfeld

Mike Joppien, Björn Joppien, Andreas Wölk, Przemysław Wacha, Thorsten Hukriede, Kathrin Piotrowski, Stefanie Müller
1. BC Bischmisheim

Kristof Hopp, Michael Fuchs, Eric Pang, Michael Keck, Thomas Tesche, Joachim Tesche, Nikhil Kanetkar, Xu Huaiwen, Carina Mette
TuS Wiebelskirchen

Benjamin Woll, Roman Spitko, Elena Nozdran, Ingo Kindervater, Michaela Peiffer, Jochen Cassel, Marcel Reuter
SC Union 08 Lüdinghausen

Oliver Pongratz, Kai Mitteldorf, Yong Yudianto, Dharma Gunawi, Juliane Schenk, Karin Schnaase
PSV Ludwigshafen

Mark Burgess, Katja Michalowsky, Anika Sietz, Ronald Huber, Jens Roch, Neli Boteva, Vladislav Druzchenko, Dieter Domke
VfL 93 Hamburg

Gitte Köhler, Sebastian Schöttler, Katharina Bobeth, Johannes Schöttler, Sven Eric Kastens, Christian Barthel

## Vorrunde
1. Spieltag: So 19. September 2004 
SC Union Lüdinghausen - 1. BC Beuel 6:2 
VfL 93 Hamburg - 1. BC Bischmisheim 2:6 
PSV Ludwigshafen - FC Langenfeld 1:7 
TuS Wiebelskirchen - EBT Berlin 4:4 
2. Spieltag: Sa 25. September 2004
1. BC Bischmisheim - SC Union Lüdinghausen 5:3 
FC Langenfeld - TuS Wiebelskirchen 6:2 
EBT Berlin - VfL 93 Hamburg 6:2 
PSV Ludwigshafen - 1. BC Beuel 2:6 
3. Spieltag: So 26. September 2004 
TuS Wiebelskirchen - PSV Ludwigshafen 4:4 
1. BC Beuel - 1. BC Bischmisheim 4:4 
VfL 93 Hamburg - FC Langenfeld 0:8 
SC Union Lüdinghausen - EBT Berlin 5:3 
4. Spieltag: So 10. Oktober 2004 
EBT Berlin - 1. BC Beuel 4:4 
TuS Wiebelskirchen - 1. BC Bischmisheim 0:8 
FC Langenfeld - SC Union Lüdinghausen 6:2 
PSV Ludwigshafen - VfL 93 Hamburg 7:1 
5. Spieltag: So 24. Oktober 2004
1. BC Beuel - FC Langenfeld 6:2 
SC Union Lüdinghausen - PSV Ludwigshafen 4:4 
VfL 93 Hamburg - TuS Wiebelskirchen 1:7 
1. BC Bischmisheim - EBT Berlin 6:2 
6. Spieltag: Sa 30. Oktober 2004 
TuS Wiebelskirchen - SC Union Lüdinghausen 3:5 
VfL 93 Hamburg - 1. BC Beuel 0:8 
PSV Ludwigshafen - 1. BC Bischmisheim 3:5 
FC Langenfeld - EBT Berlin 4:4 
7. Spieltag: So 31. Oktober 2004
EBT Berlin - PSV Ludwigshafen 6:2 
SC Union Lüdinghausen - VfL 93 Hamburg 6:2 
1. BC Beuel - TuS Wiebelskirchen 6:2 
1. BC Bischmisheim - FC Langenfeld 4:4 

## Rückrunde
8. Spieltag: So 12. Dezember 2004
1. BC Beuel - SC Union Lüdinghausen 8:0 
1. BC Bischmisheim - VfL 93 Hamburg 8:0 
FC Langenfeld - PSV Ludwigshafen 5:3 
EBT Berlin - TuS Wiebelskirchen 2:6 
9. Spieltag: Sa 18. Dezember 2004
SC Union Lüdinghausen - 1. BC Bischmisheim 2:6
TuS Wiebelskirchen - FC Langenfeld 4:4
VfL 93 Hamburg - EBT Berlin 2:6
1. BC Beuel - PSV Ludwigshafen 5:3
10. Spieltag: So 19. Dezember 2004
PSV Ludwigshafen - TuS Wiebelskirchen 3:5
1. BC Bischmisheim - 1. BC Beuel 5:3
FC Langenfeld - VfL 93 Hamburg 8:0
EBT Berlin - SC Union Lüdinghausen 5:3
11. Spieltag: So 16. Januar 2005
1. BC Bischmisheim - TuS Wiebelskirchen 8:0 (14.1.) 
VfL 93 Hamburg - PSV Ludwigshafen 2:6 
1. BC Beuel - EBT Berlin 4:4 
SC Union Lüdinghausen - FC Langenfeld 3:5 
12. Spieltag: So 23. Januar 2005
PSV Ludwigshafen - SC Union Lüdinghausen 5:3 
TuS Wiebelskirchen - VfL 93 Hamburg 5:3 
FC Langenfeld - 1. BC Beuel 5:3 
EBT Berlin - 1. BC Bischmisheim 2:6 
13. Spieltag Sa 29.Januar 2005 
1. BC Bischmisheim - PSV Ludwigshafen 5:3 (28.1.)
SC Union Lüdinghausen - TuS Wiebelskirchen 3:5 
1. BC Beuel  - VfL 93 Hamburg 7:1 
EBT Berlin - FC Langenfeld 4:4 
14. Spieltag: So 30. Januar 2005 
PSV Ludwigshafen - EBT Berlin 3:5 
VfL 93 Hamburg - SC Union Lüdinghausen 4:4 
TuS Wiebelskirchen - 1. BC Beuel 0:8 
FC Langenfeld - 1. BC Bischmisheim 4:4

## Kreuztabelle
| 2004 / 05 | 2004 / 05                | 1   | 2   | 3   | 4   | 5   | 6   | 7   | 8   |
| 1.        | 1. BC Bischmisheim       |     | 4:4 | 5:3 | 6:2 | 8:0 | 5:3 | 5:3 | 8:0 |
| 2.        | FC Langenfeld            | 4:4 |     | 5:3 | 4:4 | 6:2 | 7:1 | 5:3 | 8:0 |
| 3.        | 1. BC Beuel              | 4:4 | 6:2 |     | 4:4 | 6:2 | 8:0 | 5:3 | 7:1 |
| 4.        | SG EBT Berlin            | 2:6 | 4:4 | 4:4 |     | 2:6 | 5:3 | 6:2 | 6:2 |
| 5.        | TuS Wiebelskirchen       | 0:8 | 4:4 | 0:8 | 4:4 |     | 3:5 | 4:4 | 5:3 |
| 6.        | SC Union 08 Lüdinghausen | 2:6 | 3:5 | 6:2 | 5:3 | 3:5 |     | 4:4 | 6:2 |
| 7.        | PSV Ludwigshafen         | 3:5 | 1:7 | 2:6 | 3:5 | 3:5 | 5:3 |     | 7:1 |
| 8.        | VFL 93 Hamburg (N)       | 2:6 | 0:8 | 0:8 | 2:6 | 1:7 | 4:4 | 2:6 |     |

## Tabelle nach der Vorrunde
| 1. | 1. BC Bischmisheim       | 25:3  | 80:32 |
| 2. | FC Langenfeld            | 21:7  | 72:40 |
| 3. | 1. BC Beuel              | 19:9  | 74:38 |
| 4. | SG EBT Berlin            | 15:13 | 57:55 |
| 5. | TuS Wiebelskirchen       | 13:15 | 47:65 |
| 6. | SC Union 08 Lüdinghausen | 10:18 | 49:63 |
| 7. | PSV Ludwigshafen         | 8:20  | 49:63 |
| 8. | VfL 93 Hamburg (N)       | 1:27  | 40:92 |

## Play-downs
Play-down-Hinspiele Sa 19. Februar 2005
VfL 93 Hamburg - TuS Wiebelskirchen 0:8
SC Union 08 Lüdinghausen - PSV Ludwigshafen 5:3
Play-down-Rückspiele Sa 20. Februar 2005
TuS Wiebelskirchen - VfL 93 Hamburg 8:0
PSV Ludwigshafen - SC Union 08 Lüdinghausen 2:6
Play-down-Finale (26./27. März 2005)
VfL 93 Hamburg - PSV Ludwigshafen 3:5
PSV Ludwigshafen - VfL 93 Hamburg 5:3

## Play-offs
Playoff-Hinspiele Fr 18. Februar 2005 / Sa 19. Februar 2005
1. BC Beuel - FC Langenfeld 5:3
EBT Berlin - 1. BC Bischmisheim 4:4
Play-off-Rückspiele Sa 20. Februar 2005
1. BC Bischmisheim - EBT Berlin 6:2
FC Langenfeld - 1. BC Beuel 4:4
Die beiden Play-off-Halbfinals zwischen EBT Berlin und 1. BC Bischmisheim wurden wegen Einsatz des nicht spielberechtigten Spielers Nikhil Kanetkar mit jeweils 8:0 für EBT Berlin gewertet.
Play-off-Finale (26./27. März 2005)
EBT Berlin - 1. BC Beuel 5:3 (11:7 Sätze)
1. BC Beuel - EBT Berlin 5:3 (13:7 Sätze)